# 萊達灣
74°23′S 131°20′W / 74.383°S 131.333°W
萊達灣（英語：Ledda Bay）是南極洲的海灣，位於瑪麗伯德地，處於格蘭特島北部，長22公里，該海灣在1962年2月4日由美國海軍破冰船發現，以船上的司務長命名。